# Luís Antônio (ort)
Luís Antônio är en ort i Brasilien.   Den ligger i kommunen Luís Antônio och delstaten São Paulo, i den sydöstra delen av landet, 600 km söder om huvudstaden Brasília. Luís Antônio ligger 661 meter över havet och antalet invånare är 11 286.
Terrängen runt Luís Antônio är platt söderut, men norrut är den kuperad. Närmaste större samhälle är São Simão, 18,0 km nordost om Luís Antônio.
I omgivningarna runt Luís Antônio växer i huvudsak städsegrön lövskog. Runt Luís Antônio är det ganska glesbefolkat, med 38 invånare per kvadratkilometer.